# Retroalimentació d'àudio

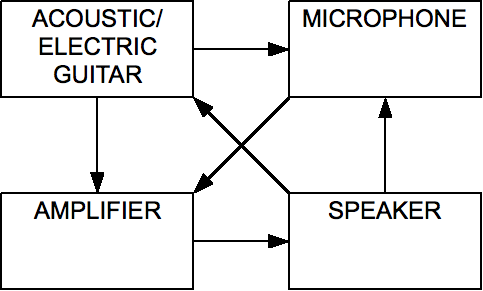
Diagrama de blocs del flux de senyal per a un bucle de retroalimentació comú

La retroalimentació d'àudio (també coneguda com a feedback o acoplament) és una situació de retroalimentació positiva que es pot produir quan existeix un camí acústic entre una sortida d'àudio (per exemple, un altaveu) i la seva entrada d'àudio (per exemple, una pastilla de guitarra o un micròfon). Un exemple seria quan un senyal rebut per un micròfon s'amplifica i passa per un altaveu. El so de l'altaveu és rebut de nou pel micròfon i desprès s’amplifica encara més i torna a passar de nou per l'altaveu, i així repatidament. A causa d’aquesta retroalimentació sona una freqüència, determinada per les freqüències de ressonància del micròfon, l'amplificador i l'altaveu, l'acústica de l'habitació, els patrons direccionals de captació i emissió del micròfon i l'altaveu i finalment la distància entre ells. Els principis de la retroalimentació d'àudio van ser descoberts per primera vegada pel científic danès Søren Absalon Larsen, per això també es coneix com a efecte Larsen.
La retroalimentació gairebé sempre es considera indesitjable quan es produeix amb el micròfon d'un cantant o un conferenciant. Els enginyers d'àudio solen utilitzar micròfons direccionals amb patrons de captació cardioide i diversos dispositius electrònics, com ara equalitzadors i, des dels anys 90, supressors automàtics de retroalimentació, per tal d’evitar-la i que no sigui perjudicial pel gaudi de l'esdeveniment ni pel dany de l’equip de so i l’audició dels espectadors.
Des dels anys seixanta, els guitarristes de les bandes de música rock que utilitzen amplificadors de guitarra forts i efectes de distorsió han creat intencionadament retroalimentació entre la guitarra i l’amplificador per a crear diferents tipus de so, que no es poden produir amb altres tècniques. El so de la retroalimentació de la guitarra es considera un efecte musical desitjable en l’estil del heavy metal, el hardcore punk i el grunge. Jimi Hendrix va ser un dels innovadors en l'ús intencional de la retroalimentació de guitarra en els seus solos per a crear sons musicals únics.

## Història i teoria
Les condicions per a la retroalimentació segueixen el criteri d'estabilitat de Barkhausen, és a dir, que, amb un guany prou alt, es pot produir una oscil·lació estable en un bucle de retroalimentació la freqüència del qual és el retard de fase i el guany a aquesta freqüència és igual a 1. Si el guany del senyal petit és superior a 1 per a alguna freqüència, el sistema començarà a oscil·lar a aquesta freqüència perquè el soroll a aquesta freqüència s'amplificarà. El so es produirà sense que ningú toqui. El nivell de so augmentarà fins que la sortida comenci a saturar-se, reduint el guany del bucle a la unitat exacta. Aquest és el principi sobre el qual es basen els oscil·ladors electrònics; En aquest cas, tot i que el bucle de retroalimentació és purament electrònic, el principi és el mateix. Si el guany és gran però lleugerament inferior a 1, hi haurà una sobreoscil·lació, però només quan almenys algun so d'entrada ja s'estigui enviant a través del sistema.
Els primers treballs acadèmics sobre retroalimentació acústica van ser realitzats pel Dr. C. Paul Boner. Boner. Va ser responsable d'establir teories bàsiques de retroalimentació acústica, modes de resonància d’una sala i tècniques d'equalització del sistema de so d’una sala. Boner va raonar que quan es produïa la retroalimentació, ho feia amb una freqüència precisa. També va raonar que es podria aturar inserint un filtre de banda molt estreta a aquesta freqüència en la cadena de senyal de l'altaveu.  Va treballar amb Gifford White, fundador de White Instruments, per a crear filtres per a freqüències de retroalimentació específiques en sales específiques.

### Distància
Per maximitzar el guany abans de la retroalimentació, la quantitat d'energia sonora que es retorna als micròfons s'ha de reduir de la manera més pràctica. Com que la pressió sonora disminueix en 1/r respecte a la distància r camp lliure, o fins a una distància coneguda com a distància de reverberació en espais tancats, és important mantenir els micròfons a una distància prou gran respecte els sistemes d'altaveus. A més, els micròfons no s'han de col·locar davant dels altaveus i s'ha de demanar a les persones que utilitzen micròfons que evitin apuntar el micròfon directament cap als altaveus.

### Directivitat
A més, els altaveus i els micròfons haurien de tenir una directivitat no uniforme i haurien de mantenir-se fora de la màxima sensibilitat els uns dels altres, idealment en una direcció de cancel·lació. Els altaveus de megafonia sovint aconsegueixen directivitat a la regió mitjana i aguda (i una bona eficiència) mitjançant sistemes amb trompeta acústica. De vegades, els woofers tenen una característica cardioide.

Les configuracions professionals eviten la retroalimentació col·locant els altaveus principals lluny de la banda o l'artista, i després tenint diversos altaveus més petits coneguts com a monitors apuntant cap a l’escenari per a cada membre de la banda, però en la direcció oposada a aquella en què apunten els micròfons aprofitant els micròfons amb un patró de captació cardioide que són comuns en aplicacions de reforç de so. Aquesta configuració redueix les oportunitats de retroalimentació i permet un control independent dels nivells de pressió sonora per al públic i els intèrprets.

### Resposta en freqüència
Gairebé sempre, la resposta en freqüència natural d'un sistema de reforç sonor no és idealment plana, ja que això condueix a una retroalimentació acústica a la freqüència amb el guany de bucle més alt, que pot ser una ressonància molt superior al guany mitjà en totes les freqüències. Per tant, és útil aplicar alguna forma d'equalització per reduir el guany a aquesta freqüència.
La retroalimentació es pot reduir manualment fent proves de so del sistema de so abans d'una actuació. L'enginyer de so pot augmentar el nivell d'un micròfon fins al punt abans que es produeixi la retroalimentació. També pot atenuar la freqüència produïda per la retroalimentació en un equalitzador evitant aquesta però permetent un volum suficient per a altres freqüències. Molts enginyers de so professionals poden identificar les freqüències de retroalimentació d'oïda, però altres utilitzen un analitzador en temps real per a identificar-la.
També es pot utilitzar un supressor automàtic de retroalimentació per a eliminar-la. Alguns d'aquests funcionen canviant lleugerament la freqüència, aquest canvi ascendent resulta en un so de xiulet en lloc d'un so udolant de retroalimentació no adreçada. Altres dispositius utilitzen filtres de banda estreta per a filtrar les freqüències més molestes. Alguns algorismes adaptatius s'utilitzen sovint per a ajustar automàticament aquests filtres.

## Usos intencionats de la retroalimentació d'audio

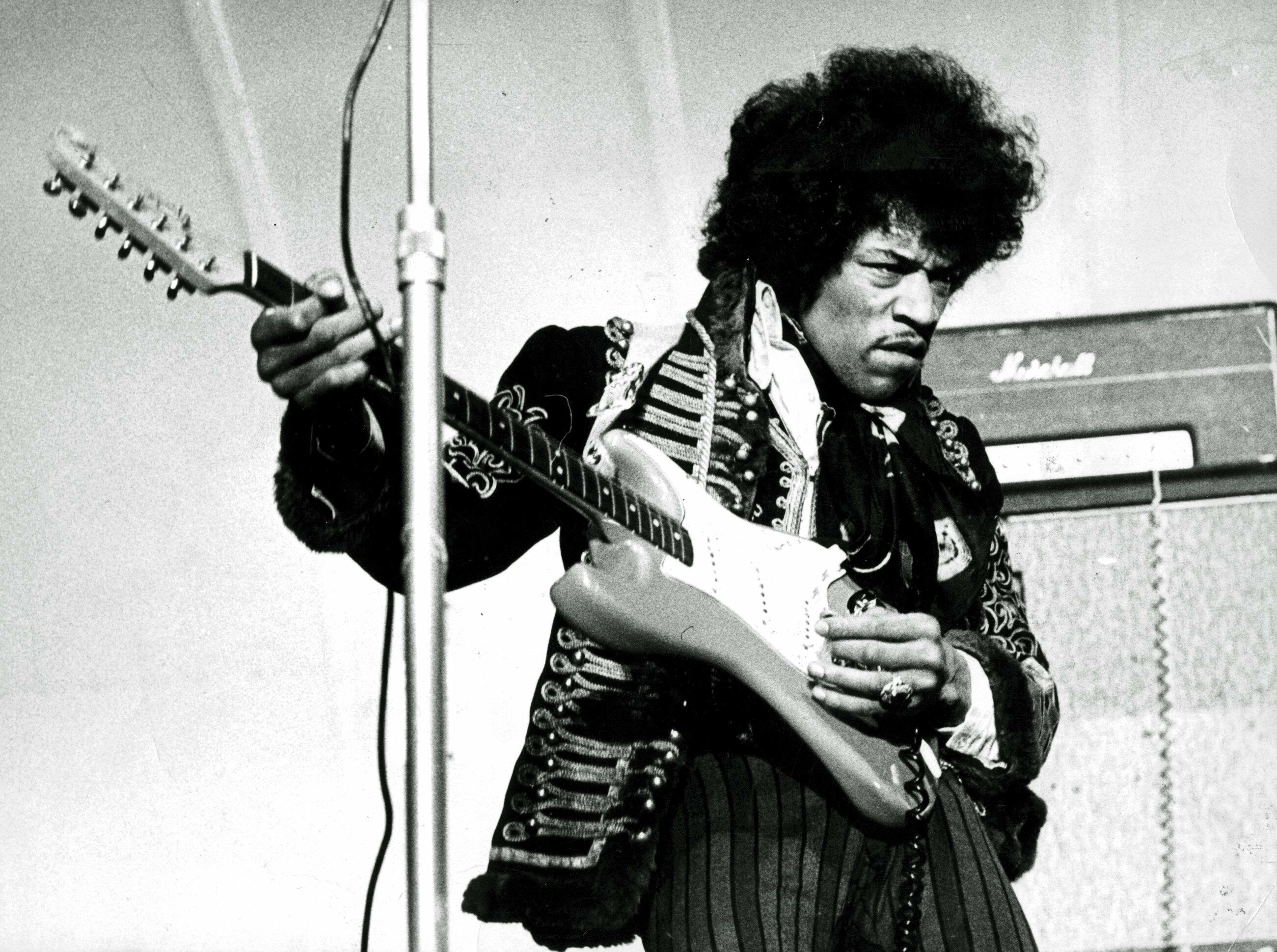
El guitarrista elèctric Jimi Hendrix, en un concert de 1967, va ser un innovador en l'ús d'efectes de retroalimentació en la guitarra.

Per crear retroalimentació intencionadament, un guitarrista fa servir un amplificador de guitarra amb un guany molt alt (amplificació) o col·loca guitarra a prop de l'altaveu. Aleshores, el guitarrista permet que les cordes vibrin lliurement. L'ús d'unitats d'efectes de distorsió afegeix guany addicional i facilita la creació de retroalimentació intencional amb diferents tipus de timbre.

### Primers usos de la retroalimentació d'audio en la música popular
Un ús deliberat de la retroalimentació acústica va ser pioner per guitarristes de blues i rock and roll com Willie Johnson, Johnny Watson i Link Wray. Segons Richie Unterberger d'AllMusic, el primer ús de la retroalimentació en un disc de rock comercial es troba en la introducció de la cançó "I Feel Fine" dels Beatles, gravada el 1964. Segons Jay Hodgson aquest efecte intencionat de retroalimentació va ser creat per John Lennon recolzant una guitarra semiacústica contra un amplificador, va ser el primer a mostrar la distorsió de la retroalimentació. :120–121Els èxits de The Who’s de 1965 "Anyway, Anyhow, Anywhere" i "My Generation" van comptar amb la manipulació de retroalimentació de Pete Townshend, amb un solo on va sacsejar la seva guitarra davant de l'amplificador per crear un efecte. "Fried Hockey Boogie" de Canned Heat també va comptar amb l’ús de la retroalimentació amb una guitarra produïda per Henry Vestine durant el seu solo per crear un estil de so distorsionat altament amplificat. El 1963, l'adolescent Brian May i el seu pare van construir a mida la seva guitarra Red Special, que va ser dissenyada a propòsit per retroalimentar-se.
La retroalimentació va ser utilitzada freqüentment després de 1965 pels Monks, Jefferson Airplane, Velvet Underground i Grateful Dead, que van incloure en molts dels seus espectacles en directe un segment anomenat Feedback, una improvisació de diversos minuts de durada. Des de llavors, la retroalimentació s'ha convertit en una característica sorprenent de la música rock, ja que guitarristes com Jeff Beck, Pete Townshend, Dave Davies, Steve Marriott i Jimi Hendrix induïen cada vegada més la retroalimentació sostenint les seves guitarres a prop de l'amplificador. S’en troba un exemple en l'actuació de Hendrix de "Can You See Me?" al Monterey Pop Festival. Tot el solo de guitarra es va crear utilitzant la retroalimentació de l'amplificador. El guitarrista de jazz Gábor Szabó va ser un dels primers músics de jazz a utilitzar la retroalimentació controlada en la seva música, que és destacada en el seu àlbum en directe The Sorcerer (1967). El mètode de Szabó incloïa l'ús d'una guitarra acústica plana amb una pastilla magnètica. Lou Reed va crear el seu àlbum Metal Machine Music (1975) completament a partir de bucles de retroalimentació reproduïts a diverses velocitats.

### Introduccions, transicions i "fade-outs"
A més de "I Feel Fine", es va utilizar la retroalimentació en la introducció de cançons com "Foxy Lady" de Jimi Hendrix, "It's All Too Much" dels Beatles, "Crosstown Traffic" de Hendrix, "Little Wonder" de David Bowie, "New York City Cops" dels Strokes, "Fair" de Ben Folds Five, "Road to Recovery" de Midnight Juggernauts, "Radio Friendly Unit Shifter" de Nirvana, "Tumbledown" i "Catchfire" de Jesus and Mary Chain. "Waterfall" de Stone Roses, "Tahitian Moon" de Porno for Pyros, "Stinkfist" de Tool i "Prayer For Rain" de The Cure.:121–122 Alguns dels exemples de retroalimentació combinats amb una ràpida onada de volum utilitzada com a transició inclouen "My Name Is Jonas" i "Say It Ain't So" de Weezer; "Reptilia", "New York City Cops" i "Juicebox" dels Strokes; "As I Am" de Dream Theater; així com nombroses cançons de Meshuggah i Tool.:122–123
Els esvaïments cacofònics que acaben una cançó s'utilitzen amb més freqüència per generar tensions en lloc d'alleujar, sovint també després d'un llançament temàtic i musical. Alguns exemples inclouen el remix de Modwheelmood de "The Great Destroyer" de Nine Inch Nail; i "Teenage Lust", "Tumbledown", "Catchfire", "Sundown" i "Frequency" de Jesus and Mary Chain.:123

### Exemples en la música clàssica moderna
Tot i que la retroalimentació de circuit tancat va ser una característica destacada en moltes de les primeres composicions de música electrònica experimental, la retroalimentació acústica intencionada es va utilizar a mesura que el material sonor va guanyar més protagonisme amb composicions com Variations II (1961) de John Cage interpretades per David Tudor i The Wolfman (1964) de Robert Ashley. Steve Reich fa un ús extensiu de la retroalimentació d'àudio en la seva obra Pendulum Music (1968) fent girar una sèrie de micròfons cap endavant i cap enrere davant dels seus corresponents amplificadors.:88Hugh Davies:84 i Alvin Lucier:91  utilitzen la retroalimentació en les seves obres. Roland Kayn va basar gran part de la seva obra compositiva, que va anomenar "música cibernètica", en sistemes d'àudio que incorporaven retroalimentació. Exemples més recents es poden trobar en el treball de, per exemple, Lara Stanic, :163 Paul Craenen, :159 Anne Wellmer,:93 Adam Basanta, Lesley Flanigan, Ronald Boersen, Erfan Abdi i Tyler Quinn.

### Retroalimentació d'audio afinada
Les melodies afinades es poden crear completament a partir de la retroalimentació canviant l'angle entre una guitarra i un amplificador després d'establir un bucle de retroalimentació. Alguns exemples inclouen "Jambi" de Tool, la guitarra de Robert Fripp a "Heroes" de David Bowie (versió de l'àlbum) i "Third Stone from the Sun" de Jimi Hendrix i la seva actuació en directe de "Wild Thing" al Monterey Pop Festival.:119
Referent a l'obra de Fripp a "Herois":
 
Fripp [stood] in the right place with his volume up at the right level and getting feedback...Fripp had a technique in those days where he measured the distance between the guitar and the speaker where each note would feed back. For instance, an 'A' would feed back maybe at about four feet from the speaker, whereas a 'G' would feed back maybe three and a half feet from it. He had a strip that they would place on the floor, and when he was playing the note 'F' sharp he would stand on the strip's 'F' sharp point and 'F' sharp would feed back better. He really worked this out to a fine science, and we were playing this at a terrific level in the studio, too.
— Tony Visconti

### Usos contemporanis
La retroalimentació d'àudio es va convertir en una característica distintiva de moltes bandes de rock underground durant la dècada de 1980. Els noise rockers nord-americans Sonic Youth van fusionar la tradició del rock amb un enfocament compositiu i clàssic (especialment versionant "Pendulum Music" de Reich), i el grup del guitarrista i productor Steve Albini Big Black també va treballar amb feedback controlat en la composició de les seves cançons. Amb el moviment de rock alternatiu de la dècada de 1990, els comentaris van tornar a veure un augment en l'ús popular per part d'actes sobtadament mainstream com Nirvana, Red Hot Chili Peppers, Rage Against the Machine i Smashing Pumpkins. L'ús del mètode "no-input-mixer" per a la generació de so mitjançant l'alimentació d'una taula de mescles ha estat adoptat en la música electrònica experimental per professionals com Toshimaru Nakamura.

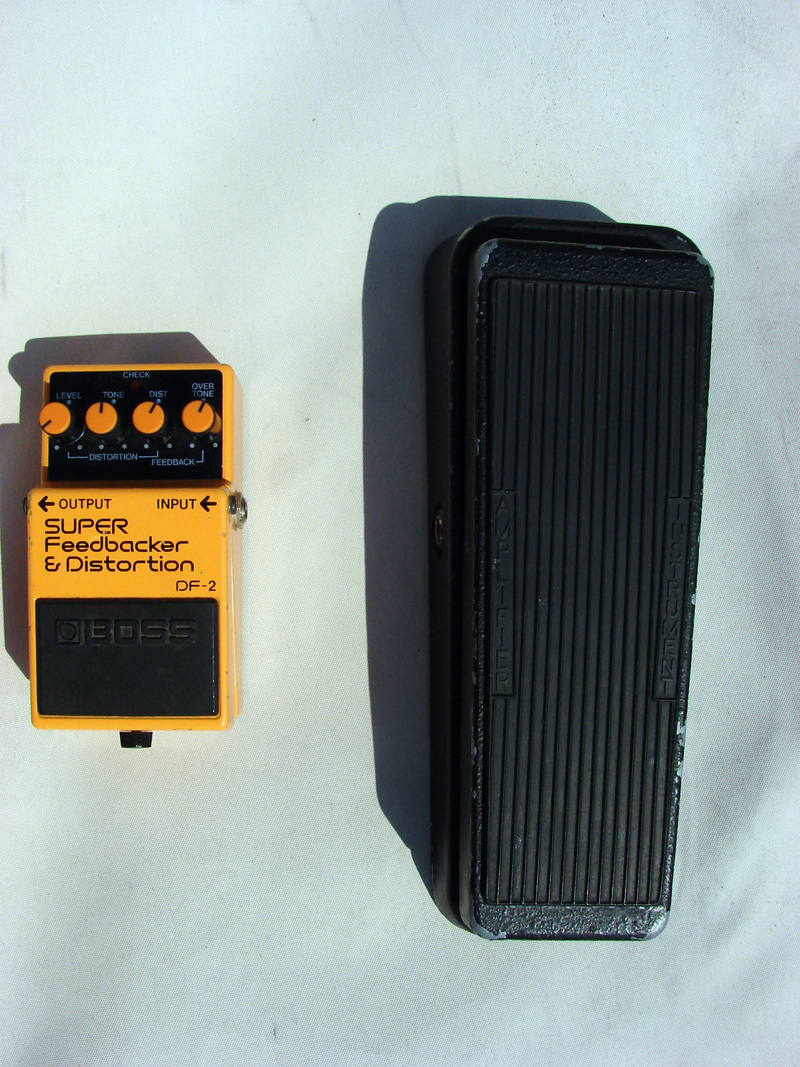
El pedal Boss DF-2 Super Feedbacker i Distortion (a l'esquerra) ajuda els guitarristes elèctrics a crear efectes de feedback.

El principi de la retroalimentació s'utilitza en molts dispositius de pedal de guitarra. Alguns exemples són dispositius portàtils com l' EBow, pastilles de guitarra integrades que augmenten el sustain sonor de l'instrument i transductors sònics muntats al cap d'una guitarra. La retroalimentació de circuit tancat prevista també es pot crear mitjançant una unitat d'efectes, com ara un pedal de delay o un efecte retroalimentat a una consola de mescles . La retroalimentació es pot controlar utilitzant el fader per determinar un nivell de volum. El pedal Boss DF-2 Super Feedbacker i Distortion és una unitat d'efectes electrònica que ajuda els guitarristes elèctrics a crear efectes de feedback. L' halldoròfon és un instrument de corda electroacústica dissenyat específicament per funcionar amb retroalimentació basada en cordes.